# Лонгинов, Никанор Михайлович
Лонгинов Никанор Михайлович (1789 — 1857) — екатеринославский гражданский губернатор, действительный статский советник.

## Биография
Из духовного сословия. Сын священника слободы Хотомля, Волчанского уезда, Харьковского наместничества. Младший брат видного государственного деятеля Н. М. Лонгинова. Дядя видного литератора, библиографа, критика, драматурга и мемуариста М. Н. Лонгинова. Выслужил потомственное дворянство. Род внесён в дворянскую родословную книгу Харьковской губернии, по Изюмскому уезду. Герб Лонгинова внесён в Книгу VIII Сборника дипломных гербов Российского дворянства, не внесённых в Общий Гербовник, под № 36.
Образование получил в Харьковском коллегиуме и юридическом ф-те Императорского Харьковского университета. Однако, курса нигде не окончил. По протекции брата, служившего статс-секретарем императрицы Елизаветы Алексеевны, определён в службу в С.-Петербург, в канцелярию 1-го отделения 3-го департамента Правительствующего сената. За отличие по службе во временной военной сенатской канцелярии, в период Отечественной войны 1812 и Заграничных походов 1813—1814, из коллежских регистраторов пожалован в губернские 10 (22) ноября 1814  и коллежские  4 (16) декабря 1814 секретари.   
Несмотря на инвалидность (был слеп на один глаз), в августе 1816 из ведомства М-ва юстиции переведён гражданским чиновником Военного ведомства, и назначен обер-аудитором, в чине титулярного советника и в ранге армейского капитана, 9-й пехотной дивизии Русского оккупационного корпуса во Франции. Благодаря назначению, побывал в Германии, Голландии, Франции и Царстве Польском. Заведовал военно-судебной частью дивизии, в которую входили Нашебургский, Ряжский, Якутский, Пензенский пехотные, 8-й и 10-й егерские, полки.  Там же — в Мобёже, стал лично известен командующему корпусом, генералу от инфантерии, графу М. С. Воронцову. За отлично-усердную службу в кампании по оккупации Франции пожалован орденом Святого Владимира 4 степени 8 (20) декабря 1817 и баденского ордена Церингенского Льва рыцарским крестом 1 (13) декабря 1818 (в силу бюрократических причин патент на орден выдан только 1 (13) октября 1822). В декабре 1818 с дивизией покинул Францию, в 1819 оставался в той должности, имея квартиру штаба дивизии в г. Житомире.
В 1820 переведён в М-во внутренних дел. Служил в С.-Петербурге по май 1823, в должности начальника 2-го стола 1-го отделения департамента полиции исполнительной министерства. 
В мае 1823 был отобран лично графом М. С. Воронцовым, получившего назначение новороссийским генерал-губернатором и полномочным наместником Бессарабии, в его канцелярию, и в июне 1823, вместе с графом, выехал в южные губернии России. С июня 1823 по май 1826 – столоначальник 1-го отделения, по части секретной, распорядительной и полицейской, канцелярии новороссийского генерал-губернатора и полномочного наместника Бессарабского. Ведал личными и секретными бумагами графа Воронцова, занимался ревизией полиции южных губерний России и Бессарабской области, разработкой новых штатов всех частей гражданского управления Новороссийского края и Бессарабии. О первых месяцах службы в новой должности, пребывании в Киеве, Екатеринославле, Одессе, Херсоне, Николаеве, Кишиневе и др. городах, о первых шагах канцелярии графа по управлению столь обширным краем, оставил мемуары, в виде путевых заметок, опубликованные в журнале «Русский архив». В той должности был произведён в коллежские асессоры и надворные советники.  
Там же — в Одессе, Лонгинов познакомился с А. С. Пушкиным, переведённым в канцелярию Воронцова. По своей должности, всячески старался сгладить напряженные отношения, возникшие между поэтом и новороссийским генерал-губернатором. Состоял в переписке с поэтом и был в числе одесских его знакомых, одолживших Пушкину деньги для проезда из Одессы в Михайловское. Впоследствии, получив возврат долга при письмах поэта с его благодарностью, был вынужден отдать те письма одесским дамам, порезавших их на мелкие кусочки, чтобы каждой досталась строчка автографа Пушкина. 
По протекции гр. М. С. Воронцова назначен и. д. таврического вице-губернатора 21 мая (2 июня) 1826; по представлению того же Воронцова пожалован орденом Святой Анны 3 степени 21 июня (3 июля) 1826; пожалован коллежским советником 25 ноября (7 декабря) 1827, со старшинством и с утверждением в должности; награждён знаком отличия беспорочной службы за XV лет 22 августа (3 сентября) 1830; пожалован статским советником 17 (29) апреля 1831, со старшинством; вместе с братом — Михаилом, пожалован дипломом и гербом на потомственное дворянство 3 (15) октября 1831; орден Святой Анны 2 степени 29 января (10 февраля) 1832.
Перемещён и. д. екатеринославского гражданского губернатора 4 (16) июня 1832; пожалован, за отличие, действительным статским советником 2 (14) июля 1833, с утверждением в должности; з. о. беспорочной службы за XX лет 22 августа (3 сентября) 1833; орден Святого Станислава 1 степени 4 (16) сентября 1834; уволен от службы 24 апреля (6 мая) 1836.
Помещик родового (наследованного от тётки) имения в слободе (селе) Ивановке (Капустяновка тож), Изюмского уезда Харьковской, и благоприобретенного имения в дер. Партенит, Симферопольского (Ялтинского) уезда Таврической, губерний. 
В отставке поселился в изюмском своём имении, где построил благоустроенный усадебный комплекс, и занялся сельским хозяйством. Будучи в службе, ещё в конце 1820-х гг. в Херсонской губ. проводил опыты по разведению «хлопчатой бумаги»; тогда же стал кредитором «Тульской компании, учрежденной для выработки свекловичного сахара, Тульского уезда, при сельце Ларинском». Со второй половины 1830-х — действительный член Императорского общества сельского хозяйства Южной России.  В феврале 1832 купил имение надворного советника Осипа Буручкова, Алуштинской волости, Симферопольского уезда, на южном берегу Крыма, при деревне Партенит, включавшее «участки пахатных земель, льняные огороды и фруктовые сады, всего количеством до 3 десятин, ассигнациями за 3200 руб.»; в июне 1843 то же имение, приписанное уже к Ялтинскому уезду, продал ген.-лейтенанту Н. Н. Раевскому, за 1142 руб. 85 коп. серебром.
На протяжении 1840-х годов, посредством комиссионеров Главного Московского общества улучшения овцеводства, учреждённого при Императорском Московском обществе сельского хозяйства (ИМОСХ), вёл активную торговлю с Европой, поставляя со своих овчарен перегонную шерсть для аукционной продажи в Англии и Голландии. Отзывы о выгодах экспортной торговли публиковал в «Журнале сельского хозяйства и овцеводства», издаваемом ИМОСХ; отчёты о торговле печатались также в «Коммерческой газете» и «Земледельческой газете». Лонгинов писал в 1843: «Перегонная шерсть, отправленная мною в июле сего года через гг. Ценкера и Колли в Англию, скоро и выгодно продана в Лондоне: там за мою шерсть дали кругом по 14 ¼ пенсов за английский фунт, что на нашу монету и на наш вес составляет по 46 руб. 50 коп. ассигнациями за пуд; из каковой цены, за вычетом всех издержек от Харькова до Москвы и С.-Петербурга, и оттуда до Лондона и до продажи, очистилось мне наличными деньгами по 33 руб. 64 коп. ассигнациями за пуд. По состоянию в настоящее время шерстяной торговли в России, такой цены я не мог бы получить за свою шерсть ни в Харькове, ни в Москве, а потому я считаю открытие заграничной продажи шерсти через гг. Ценкера и Колли благодетельным. Коммерческие эти комиссионеры так услужливы, так точны, так попечительны в делаемых ими поручениях, что иметь с ними коммерческие или финансовые дела истинно приятно. В том убедили меня исполненные ими с выгодою для меня четыре мои поручения. В нынешнем году, кажется, нас только двое из здешних мест воспользовались полезными услугами Ценкера и Колли, и мы удивляемся, как наши овцеводы не спешат успокоить себя в своих на притеснения русских торговцев шерстью, прибегнув к посредству гг. Ценкера и Колли. Впрочем, опыты продажи шерсти за границею объясняют, что гораздо скорее и выгоднее там идет продажа шерстей перегонных. С мытою же и сортированною здесь шерстью мы бы долго оставались без денег». Тогда же — во второй половине 1840-х, торговал в Харькове на сельскохозяйственных ярмарках, привозя за раз свыше 1000 пудов шерсти из имения жены в Павлоградском уезде. Автор публикации «Об овцеводстве», посвященной улучшению этой отрасли хозяйства, опубликованной в «Журнале сельского хозяйства и овцеводства» (1850, № 6), и изданной в Москве отдельной брошюрой. В марте 1854 года, в связи с преобразованием Главного Московского общества улучшения овцеводства в отделение ИМОСХ, избран действительным членом отделения для улучшения скотоводства ИМОСХ, с 20 марта (1 апреля) 1854.

## Семья
- Жена — Прасковья Ивановна, урождённая Енохина (? — после 1860). Дочь майора Ивана Ивановича Енохина[29] и его супруги Капитолины Васильевны, помещиков слободы Ивановки, Изюмского, сельца Криничного, Змиевского (Изюмского) уездов Слободско-Украинской губернии. Помещица Харьковской, Таврической и Екатеринославской губерний. Харьковская домовладелица. По 8-й ревизии — 1834, за ней родовое недвижимое имение, состоящее Харьковской губернии, в уездах: Изюмском, при селе Капитольском и слободе Ивановке; Змиевском, в сельце Криничном и хуторе Чепел; Купянском, в деревне Васильевке, — господская усадьба находилась в с. Капитольском.[30] В начале февраля 1837 года стала участницей первой Харьковской губернской мануфактурной выставки, представив «столовое белье и полотна <…> блонды и кружева».[31] В 1843 вызывалась в Ялтинский уездный суд, Таврической губернии, по делу «о завладении ею 117-ти квадратными саж. земли, состоящей в Магараченском урочище, отведенной из казны статскому советнику Мельгаузену»[32]. В августе 1845, от отставного гвардии полковника Михаила Степановича Котляревского, брата генерала от инфантерии П. С. Котляревского, купила обширное его имение, состоящее Екатеринославской губернии, Павлоградского уезда, при «вновь наименованной деревне Асландуз, как то: земли удобной 3920 десятин и неудобной 1006 десятин 1539 саж. и крестьян в той деревне Асландуз, по ревизии написанных ревизских мужского полка без раздробления семейств 166 душ, с их женами, семействами и детьми обоего пола после ревизии рожденными, со всем крестьянским строением и имуществом, а равно с имеющимися в деревне Асландуз всякого рода строениями и заведениями, ценой за 40 000 руб. серебром»[33]. Из овчарен того имения, названного в честь победы П. С. Котляревского в Асландузском сражении, возилась шерсть на ярмарки в Харьков. В июле 1846 года, от опекунов малолетних наследников умершего харьковского почётного гражданина Петра Дмитриева Щёлкова, почётных граждан Ивана Ивановича Бесходарного и Ольги Ивановны Щёлковой (Бесходарной), купила их «дворовое место, с каменным и деревянным строением и садом, состоящее г. Харькова, во 2-й части, серебром за 11 714 руб. 29 коп.»[34] В начале 1850-х определяла своих крепостных крестьян в число воспитанников Харьковской сельскохозяйственной учебной фермы.[35]
  - Сын — Николай Никанорович Лонгинов (1832—11.02.1901), действительный статский советник и кавалер, почётный мировой судья Изюмского уезда и председатель съезда Изюмского мирового округа. В 1887 году он передал в дар Императорской Публичной библиотеке обширный семейный архив — переписку своего отца и дяди, статс-секретаря Н. М. Лонгинова, охватывающую период с 1800 по 1857 год и включавшую свыше тысячи писем. Архив, представляющий историческую ценность в связи с деятельностью статс-секретаря императрицы Елизаветы Алексеевны и императора Николая I, члена Государственного совета и управляющего Министерством юстиции, до настоящего времени хранится в фондах библиотеки и не опубликован. Был женат (10.01.1871) на вдове из потомственных дворян Житомирского уезда, Волынской губернии, Марии Францевне Куровской, урождённой Дольнер, дочери волынского дворянина, доктора медицины, статского советника Франца Иосифовича Дольнера[36].
  - Дочь — Мария Никаноровна Бурнашева (1844―22.01.1914), жена (19.02.1864) камергера, д. с. с. Николая Николаевича Бурнашева. Их дети: Николай, Никанор, Александр, Мария Брунст, Сергей, Степан, Михаил и Капитолина. Помещики имения при с. Ново-Спасском, Фатежского уезда, Курской губ.